# ワイオミング郡 (ペンシルベニア州)
ワイオミング郡（英: Wyoming County）は、アメリカ合衆国ペンシルベニア州の北東部に位置する郡である。2010年国勢調査での人口は28,276 人であり、2000年の28,080人から0.7%増加した。郡庁所在地はタンカノック・ボロ（人口1,836人）であり、同郡で人口最大の町でもある。ワイオミング郡は1842年にルザーン郡から分離して設立された。

## 地理
アメリカ合衆国国勢調査局に拠れば、郡域全面積は405平方マイル (1,048 km2)であり、このうち陸地397平方マイル (1,029 km2)、水域は8平方マイル (20 km2)で水域率は4.88%である。郡域はサスケハナ川北支流で二分され、タンカノック・クリーク、マホペニー・クリークなど大きなクリークに排水される。地表は丘や山が多く、マホペニー、タンカノック、ノブ、ボウマンの山が一部を占めている。土壌は肥沃である。木材、石炭、鉄鉱石が大変豊富にある。

### 交通
郡内タンカノック中心事業街の南2キロメートルに、一般用途空港であるスカイヘイブン空港がある。

### 隣接する郡
- サスケハナ郡 - 北
- ラッカワナ郡 - 東
- ルザーン郡 - 南
- サリバン郡 - 西
- ブラッドフォード郡 - 北西

## 人口動態
以下は2000年国勢調査による人口統計データである。
| 基礎データ - 人口: 28,080人 - 世帯数: 10,762 世帯 - 家族数: 7,705 家族 - 人口密度: 27人/km2（71 人/mi2） - 住居数: 12,713 軒 - 住居密度: 12軒/km2（32軒/mi2） 人種別人口構成 - 白人: 98.28% - アフリカン・アメリカン: 0.53% - ネイティブ・アメリカン: 0.17% - アジア人: 0.27% - 太平洋諸島系: 0.01% - その他の人種: 0.15% - 混血: 0.59% - ヒスパニック・ラテン系: 0.67% 先祖による構成 - ドイツ系：20.3% - アイルランド系：12.9% - イギリス系：11.9% - ポーランド系：11.6% - アメリカ人：9.6% - イタリア系：8.1% | 年齢別人口構成 - 18歳未満: 25.5% - 18-24歳: 8.0% - 25-44歳: 28.1% - 45-64歳: 25.2% - 65歳以上: 13.2% - 年齢の中央値: 38歳 - 性比（女性100人あたり男性の人口） - 総人口: 98.6 - 18歳以上: 95.8 世帯と家族（対世帯数） - 18歳未満の子供がいる: 33.2% - 結婚・同居している夫婦: 58.1% - 未婚・離婚・死別女性が世帯主: 9.3% - 非家族世帯: 28.4% - 単身世帯: 24.1% - 65歳以上の老人1人暮らし: 9.9% - 平均構成人数 - 世帯: 2.55人 - 家族: 3.02人 |

## 政治
2012年10月時点でワイオミング郡には17,290 人の登録有権者がいた。人口の61.1%が登録している。
- 民主党: 6,002 (34.71%)
- 共和党: 9,356 (54.11%)
- その他の政党: 1,932 (11.18%)

ワイオミング郡は、アメリカ合衆国下院議員ペンシルベニア州第117選挙区に属し、2013年時点では共和党議員を選出している。
ペンシルベニア州議会上院では第20選挙区に属しており、下院では第111、第117、および第114選挙区に属している。2013年時点で上院は共和党、下院は共和党2人、民主党1人を選出している。

## 都市と町

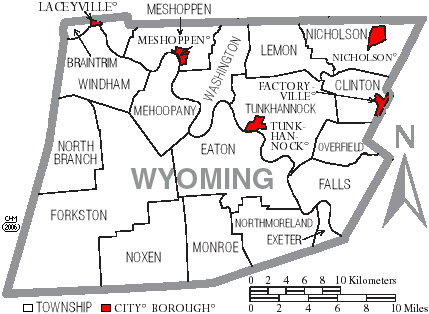
ワイオミング郡の自治体、ボロは赤、タウンシップは白、国勢調査指定地域は青

ペンシルベニア州法の下では4種類の自治体がある。市、ボロ、タウンシップ、町である。

### ボロ
- ファクトリービル
- レイシービル
- メショッペン
- ニコルソン
- タンカノック - 郡庁所在地

### タウンシップ
| - ブレイントリム - クリントン - イートン - イグゼター - フォールズ - フォークストン - リーモン - メフーパニー - メショッペン | - モンロー - ニコルソン - ノースブランチ - ノースモアランド - ノクセン - オーバーフィールド - タンカノック - ワシントン - ウィンダム |

### 国勢調査指定地域
国勢調査指定地域はアメリカ合衆国国勢調査局が人口統計データを取るために設定した地域である。州法の下では実際の司法権が及ぶ範囲ではない

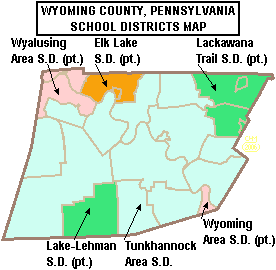
ワイオミング郡教育学区の区分図

- レイクウィノラ
- ノクセン
- ウェストフォールズ

## 教育

### 公共教育学区
- エルクレイク教育学区（一部はサスケハナ郡内）
- ラッカワナトレイル教育学区（一部はラッカワナ郡内）
- レイク・レーマン教育学区（一部はルザーン郡内）
- タンカノック地域教育学区
- ワイアルシング地域教育学区（一部はブラッドフォード郡内）
- ワイオミング地域教育学区（一部はルザーン郡内）

### 高等教育機関
- キーストン・カレッジ（一部はラッカワナ郡内）